# Namwali Serpell
Carla Namwali Serpell (sinh năm 1980) là một nhà văn người Zambia giảng dạy tại Hoa Kỳ. Cô cũng được giáo dục ở Mỹ, chuyển đến đó sống cùng gia đình khi cô 9 tuổi. Truyện ngắn "The Sack" của cô đã giành giải thưởng Caine 2015 cho tiểu thuyết châu Phi bằng tiếng Anh. Trong tháng 4 năm 2014 cô đã có tên trong Africa39 của Liên hoan Hay, danh sách 39 nhà văn châu Phi cận Sahara ở độ tuổi dưới 40 với tiềm năng và tài năng để xác định xu hướng trong văn học châu Phi.

## Sự nghiệp
Namwali Serpell sinh năm 1980 tại Lusaka, Zambia, với Robert Serpell và vợ. Cha người Anh-Zambian của cô là giáo sư tâm lý học tại Đại học Zambia, còn mẹ cô là một nhà kinh tế. Khi cô 9 tuổi, gia đình cô chuyển đến Baltimore, Maryland, Hoa Kỳ.
Serpell được giáo dục ở Hoa Kỳ. Cô đã hoàn thành chương trình đại học về văn học tại Yale và bằng tiến sĩ (tiến sĩ) về tiểu thuyết Mỹ và Anh tại Harvard.
Từ năm 2008, cô sống ở California, nơi cô là phó giáo sư tiếng Anh tại Đại học California, Berkeley. Cô trở lại Lusaka để thăm hàng năm.
Câu chuyện của cô "Muzungu" đã được lọt vào danh sách năm 2010 cho Giải thưởng Caine, một giải thưởng thường niên cho tiểu thuyết ngắn châu Phi bằng tiếng Anh. Năm 2011, cô nhận được Giải thưởng Nhà văn của Rona Jaffe Foundation, một giải thưởng dành cho các nhà văn nữ đầu tiên.
Câu chuyện của cô "The Sack" đã giành giải thưởng Caine năm 2015. Serpell, nói rằng "tiểu thuyết không phải là một môn thể thao cạnh tranh", tuyên bố cô sẽ chia sẻ giải thưởng trị giá 15.000 đô la với các nhà văn lọt vào danh sách khác, Masande Ntshanga, FT Kola, Elnathan John và Segun Afolabi. Serpell là người chiến thắng Caine đầu tiên từ Zambia. "Bao tải" của tiêu đề, theo Serpell, xuất phát từ một giấc mơ kinh hoàng mà cô ấy có ở tuổi 17, "và tôi không biết mình ở bên trong hay bên ngoài". Nó cũng có ý nghĩa chính trị: "Tôi đang nghiên cứu tiểu thuyết Mỹ và Anh, và [một sinh viên tốt nghiệp khác] đang nghiên cứu tiểu thuyết đương đại châu Phi, và lý thuyết của cô là bất cứ khi nào bạn nhìn thấy một bao tải trong văn học châu Phi, nó là một ám chỉ ẩn về xuyên Đại Tây Dương buôn bán nô lệ. Tôi đã viết câu chuyện của mình chống lại điều đó. " 